# نصب الشهداء الأكراد

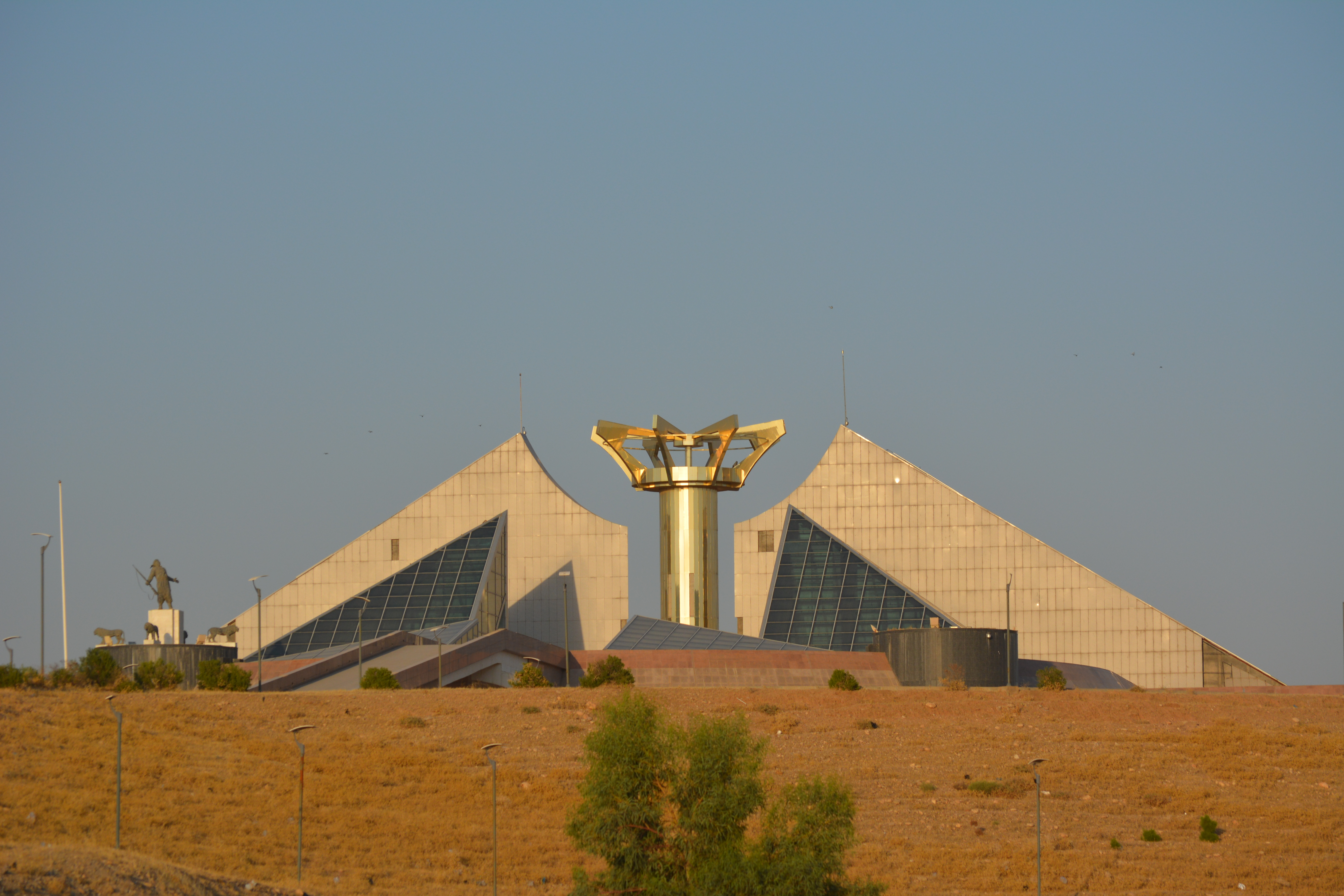
نصب الشهداء الأكراد

نصب الشهداء الأكراد أو ما يسمى بالعامية الكردية مونيومينت هو نصب يقع فوق قمة جبل عند مدخل مدينة أربيل، عاصمة إقليم كردستان العراق، من جهة مدينة كويسنجق، تم البدأ ببنائه في سنة 2010 وتم الانتهاء منه في سنة 2012 وهي من نحت الفنان والمعماري الكردي خسرو الجاف والذي قام بعمل هذه التحفة المعمارية والفنية التي ترمز إلى شهداء الثورة الكردية ويقوم فوق أرض مساحتها 25 دونما بتكلفة تقترب من 19 مليون دولار.

## الوصف الهندسي والعمراني
يتداخل في النصب ما هو نحتي ومعماري في آن واحد، لكنه في العموم، وبتداخل العمارة والنحت، يكون عملا فنيا نحتيا، ويتبين من عمل النحات أن العمارة هي في الأساس منحوتة في الهواء الطلق، وتمثل الهوية الثقافية والاجتماعية لأي شعب أو مجتمع، فما وصلنا من الحضارات الإنسانية العظيمة عبر التاريخ هي أعمال معمارية ونحتية كشفت لنا عن ثقافات ومستوى رقي حضارات الشعوب منذ سومر وبابل وآشور والماديين الأكراد، مرورا بالحضارات الإغريقية واليونانية، ووصولا إلى الإسلامية والشرقية.
الغرابة والتمايز والطابع الفني الثقافي هي توقيع النحات على جميع أعماله المعمارية التي لا تفلت منها اللمسات الفنية، والنحتية خاصة، فما من بيت أو عمارة صممها ونفذها الجاف، سواء في بغداد أو مدن إقليم كردستان، إلا وتشد انتباه المتلقي باعتبارها عمارة غرائبية، حتى قيل إن أي عمارة غريبة تشاهدها في أي مكان في العراق فمن المؤكد أنها تحمل توقيع الجاف.

## التمثيل والمعنى

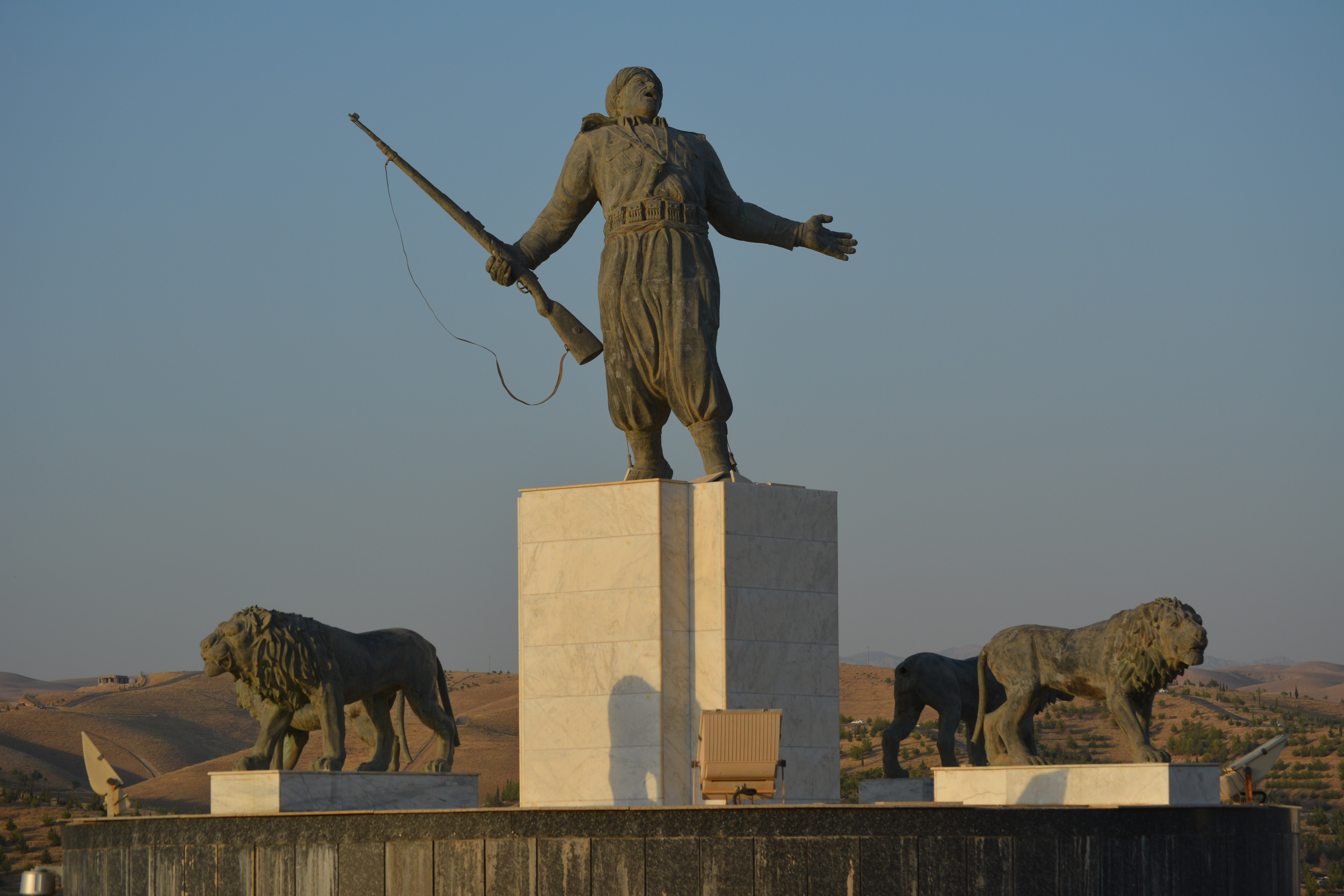
تمثال الشهيد أو المقاتل الكردي (البيشمركة)

يبدو النصب مثل صقر ضخم رابض فوق الجبل يفتح جناحيه العريضين لحماية الشهداء الأكراد، بينما يبدو التاج الذهبي الذي يحمل شعلة النار مثل رأس الصقر الشامخ، وأمام هذا التشكيل النحتي تقوم أربعة أهرامات زجاجية زرقاء، هذه الأهرامات ترمز لأجزاء كردستان الكبرى: كردستان الجنوبية كردستان العراق، والشمالية (تركيا)، والغربية (سوريا)، والشرقية (إيران).
ويوجد على يمين النصب أكبر تمثال منحوت من البرونز في عموم العراق، وهو تمثال الشهيد أو المقاتل الكردي (البيشمركة) حاملا بندقيته ومصابا، لكنه يبقى واقفا لا يسقط محميا بأربعة أسود تحيط به من الجهات الأربع، وهذه الأسود هي الأخرى ترمز لمكونات كردستان الكبرى.

## المكونات

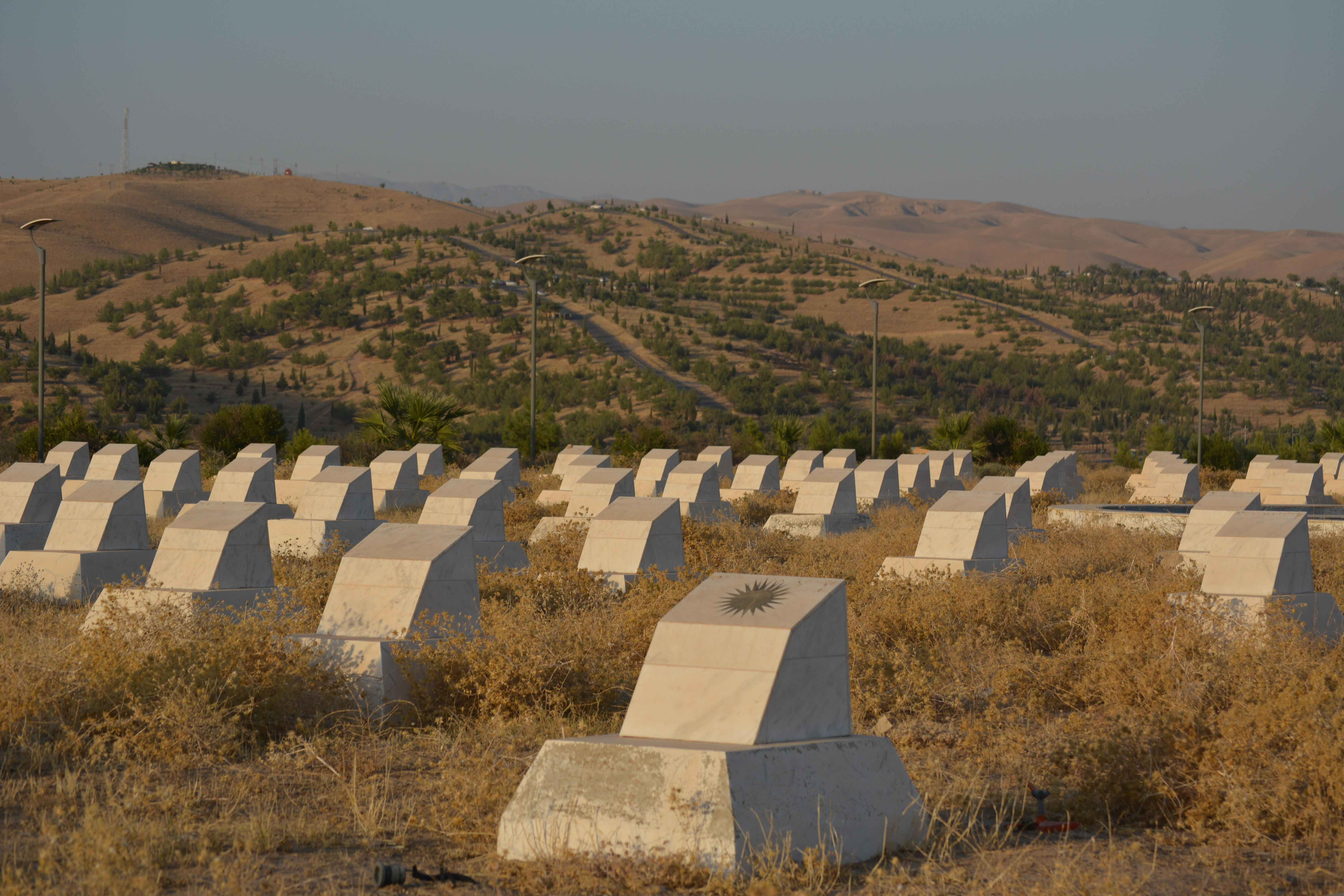
قبور رمزية للشهداء الاكراد

يوجد في داخل النصب صالات ومنحوتات ومتاحف، وقاعتا مسرح شتوية وصيفية، وصالات شرف، كما تتوزع مساحات جدارية للوحات ضخمة مساحة الواحدة 40 مترا، ويضم النصب عدد من القاعات والمواقع لعرض ووضع أكاليل الزهور وكتابة المذكرات وعقد الندوات والمؤتمرات ويضم ساحة النصب في المقدمة على اليمين واليسار كذلك 360 قبرا رمزيا للشهداء.